# Dorfkirche Neusitz

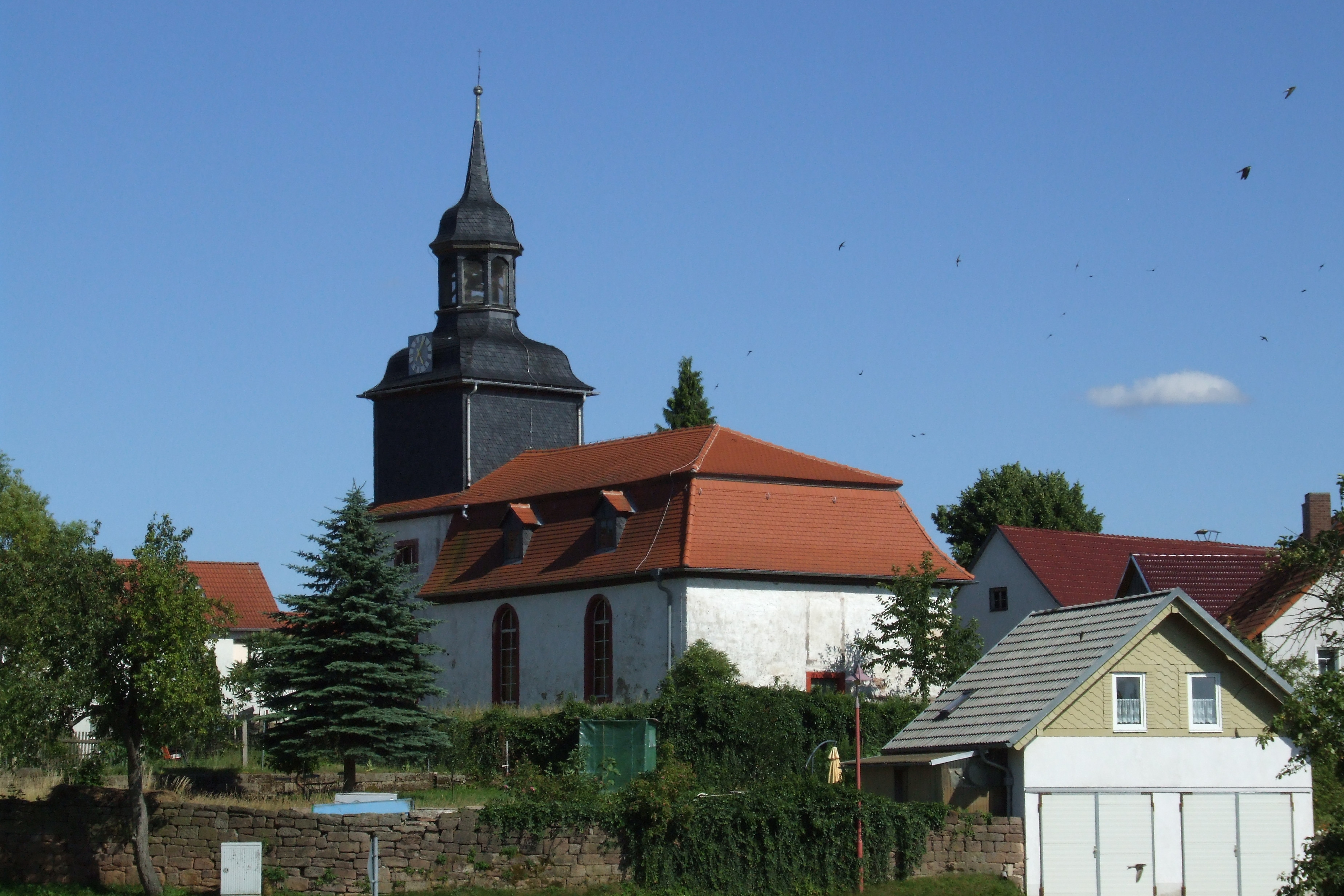
Die Kirche

Die evangelische Dorfkirche Neusitz steht im Ortsteil Neusitz der Gemeinde Uhlstädt-Kirchhasel im Landkreis Saalfeld-Rudolstadt in Thüringen.

## Geschichte
Die Kirche wurde 1732 auf dem Grundriss eines wegen Baufälligkeit abgerissenen Vorgängerbaus aufgebaut.
Der Innenraum ist im barocken Stil eingerichtet.
Auf der oberen Empore befindet sich über dem Eingang zur Kirche die 1782 eingebaute Orgel des Orgelbauers Christian August Gerhard aus Lindig.
| I Hauptwerk C–c3 |                |     |
| 1.               | Quintadena     | 08′ |
| 2.               | Bordun         | 08′ |
| 3.               | Viola di Gamba | 08′ |
| 4.               | Principal      | 04′ |
| 5.               | Flaut Traverso | 04′ |
| 6.               | Octave         | 02′ |
| 7.               | Mixtur III     | 01′ |

| II Hinterwerk C–c3 |                     |    |
| 8.                 | Gedackt             | 8′ |
| 9.                 | Kleingedackt        | 4′ |
| 10.                | Waldflöte           | 2′ |
| 11.                | Cornett III (ab c') |    |

| Pedal C–d1 |              |     |
| 12.        | Subbaß       | 16′ |
| 13.        | Principalbaß | 08′ |
| 14.        | Choralbaß    | 04′ |

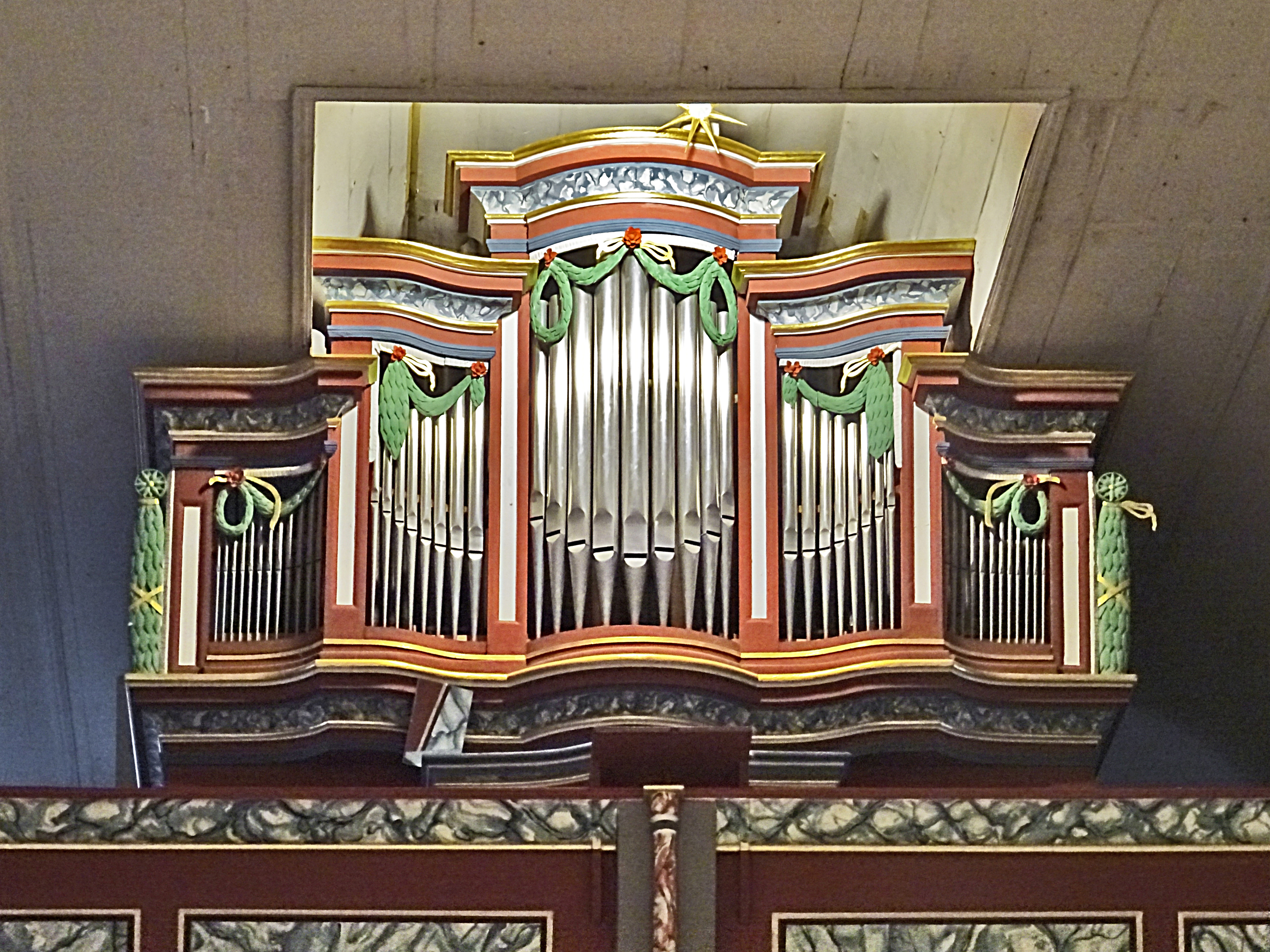
Gerhard-Orgel

- Koppeln: Hauptwerk – Hinterwerk, Pedal – Hauptwerk, Pedal – Hinterwerk.
- Effektregister: Tremulant, Zimbelstern